# Kiczora (Pasmo Lubomira i Łysiny)
Kiczora (725 m) – szczyt w Paśmie Lubomira i Łysiny, które według Jerzego Kondrackiego należy do Beskidu Wyspowego. Na mapach pasmo to czasami zaliczane jest do Beskidu Makowskiego.
Leży na południowym skraju Pasma Lubomira i Łysiny, będąc zakończeniem grzbietu odbiegającego z Łysiny poprzez Patryję na południe. Masyw Kiczory od zachodu i południa opiera się o dolinę Raby, na północy ogranicza go dolina Świątkowego Potoku, zaś od wschodu – Kasinianki. Kopuła szczytowa znajduje się w jego środkowo-wschodniej części. Odbiegają od niej trzy grzbiety; długi północno-wschodni w kierunku Patryji, krótki południowo-zachodni opadający do doliny Raby i jeszcze krótszy północno-zachodni do szczytu Kamionka. Oprócz głównej kulminacji, nieco od niej na północ jest drugi, niższy niewybitny wierzchołek. Powyżej 600 m n.p.m. stoki są porośnięte lasem, niżej lesistość stopniowo maleje.
Około 700 m na północ od wierzchołka przebiega żółty szlak turystyki pieszej z Lubnia na Łysinę. Na północnym zboczu Kiczory osiąga on wysokość ok. 620 m n.p.m.

## Szlak turystyczny
żółty: Lubień – Kamionka – północny stok Kiczory – Łysina